# Não Inviabilize
Não Inviabilize é um podcast brasileiro lançado em fevereiro de 2020 do gênero ficção cômica e produzido por Déia Freitas. Os episódios exploram experiências humanas diversas, muitas vezes emocionais, inusitadas ou controversas enviadas por ouvintes de todo o Brasil. Em setembro de 2024, o podcast contabilizava mais de 310 milhões de reproduções.
Em 2025 o podcast recebeu o prêmio Creator Milestone Awards do Spotify na categoria prata com mais de 250 milhões de streams, sendo o único podcast do Brasil a ganhar na categoria.

## História
O podcast teve início em 2020, durante a pandemia de Covid-19, com Déia Freitas utilizando apenas um microfone e uma caixa de papelão como parte de sua estrutura inicial. À medida que cresceu em popularidade, Freitas expandiu a equipe, inicialmente contratando dois colaboradores como Pessoa Jurídica (PJ).
Com o crescimento do podcast e o aumento das receitas publicitárias, Freitas implementou contratos CLT para todos os funcionários, garantindo um salário inicial de R$ 5 mil. Com o passar do tempo, foram incluídos melhorias salariais e benefícios. Em 2024, os colaboradores recebiam R$ 10 mil, além de plano de saúde, vale-refeição, vale-transporte, e trabalho remoto com uma jornada de segunda a quinta-feira.

## Quadros do Não Inviabilize
O podcast Não Inviabilize é composto por diversos quadros que abordam uma variedade de temas com um toque de humor, curiosidade e reflexões sobre situações do cotidiano. Cada quadro traz relatos pessoais ou inusitados compartilhados por ouvintes ou pela apresentadora Freitas, explorando desde experiências sobrenaturais até questões de relacionamento, sexualidade e do ambiente corporativo.
- Picolé de Limão: Este quadro reúne histórias do cotidiano, abordando ciladas, trapaças e situações revoltantes em que alguém sofre as consequências de erros alheios.[6][7]
- Luz Acesa: Freitas compartilha relatos intrigantes sobre encontros com o sobrenatural, incluindo espíritos, fantasmas e outros seres místicos. As histórias são de terror, suspense e mistério.[6][7]
- Amor nas Redes: Este quadro foca em histórias de amor, afeto e saudade.[6][7]
- Pimenta no dos Outros: No quadro, Freitas explora histórias curiosas relacionadas à sexualidade, abordando desde momentos engraçados até situações mais incomuns ou constrangedoras.[6][7]
- MicoMeu: Um quadro que reúne relatos sobre situações embaraçosas e gafes que causam desconforto. Seja um erro de fala, uma situação inusitada ou uma gafe social, os ouvintes compartilham suas experiências de "mico".[6][7]
- dETesto: Neste quadro, Freitas compartilha histórias sobre extraterrestres e fenômenos alienígenas. Ela, no entanto, não é fã desse tipo de relato, mas atende aos pedidos dos ouvintes, contando essas histórias com uma mistura de ceticismo, mistério e curiosidade.[6][7]
- Proibidão: Focado em relatos mais pesados e sensíveis, este quadro aborda histórias de traições, falsas paternidades, segredos de família e até casos envolvendo temas tabus, como o incesto.[6][7]
- Meu Erro: Aqui, ouvintes compartilham momentos em que se reconheceram como "as pessoas erradas" da história. O quadro oferece um espaço para reflexão e honestidade, onde os protagonistas narram situações do ponto de vista de quem errou, revelando suas falhas e os aprendizados que surgiram delas.[6][7]
- Histórias da Firma: Focado no ambiente corporativo, este quadro reúne relatos sobre situações do dia a dia no trabalho, desde momentos de confraternização até confusões e escândalos no mundo dos negócios. O quadro é exclusivo para o aplicativo Amazon Music.[6][7]
- Alarme: Neste quadro, Freitas compartilha histórias que servem de alerta aos ouvintes, incluindo gatilhos emocionais.[6][7]
- Desfecho: Este quadro apresenta atualizações sobre histórias que foram contadas em episódios anteriores, mas que não tiveram um desfecho claro na época. Quando o protagonista da história decide retornar para contar como a situação foi resolvida, o quadro oferece uma continuidade à narrativa, permitindo que os ouvintes acompanhem a evolução de histórias já conhecidas.[6][7]
- Minhas Coisinhas: Neste espaço, Freitas compartilha atualizações sobre sua vida pessoal, o podcast e o desenvolvimento de seu negócio, o Conglomerado Pônei. Esse quadro oferece detalhes sobre sua trajetória como empresária e proporciona vislumbres sobre os bastidores do podcast.[6][7]
- Cadeirada: Este quadro reúne histórias cujo desfecho geralmente envolve bons barracos.